# Fleurbaix
Fleurbaix est une commune française située dans le département du Pas-de-Calais en région Hauts-de-France. Ses habitants sont appelés les Fleurbaisiens.
Située en Flandre française, la commune est membre de la communauté de communes Flandre Lys.

## Géographie

### Localisation
Localisée dans l'est du département du Pas-de-Calais et limitrophe du département du Nord, Fleurbaix est une commune semi-enclavée dans le département du Nord et située, à vol d'oiseau, à 6 km au sud-ouest de la frontière belge, à 16 km à l'ouest de la commune de Lille (aire d'attraction) et à 18 km au nord-est de la commune de Béthune (chef-lieu d'arrondissement).
Le territoire de la commune est limitrophe de ceux de sept communes, dont cinq, Aubers, Bois-Grenier, Erquinghem-Lys, Fromelles et Le Maisnil, dans le département du Nord
Les communes limitrophes sont Erquinghem-Lys, Laventie, Sailly-sur-la-Lys, Aubers, Bois-Grenier, Fromelles et Le Maisnil.

### Géologie et relief
La superficie de la commune est de 12,86 km2 ; son altitude varie de 16  à   20 m.

### Hydrographie
Le territoire de la commune est situé dans le bassin Artois-Picardie.
La commune est drainée par la rivière la Becque du Biez, d'une longueur de 6,64 km, qui prend sa source dans la commune et se jette dans La Lys au niveau de la commune d'Erquinghem-Lys. D'autres cours d'eau drainent la commune comme la rivière des layes, le luttum candeille, le Courant Dardon Aval, le courant de walmonchy et le courant du mariage.

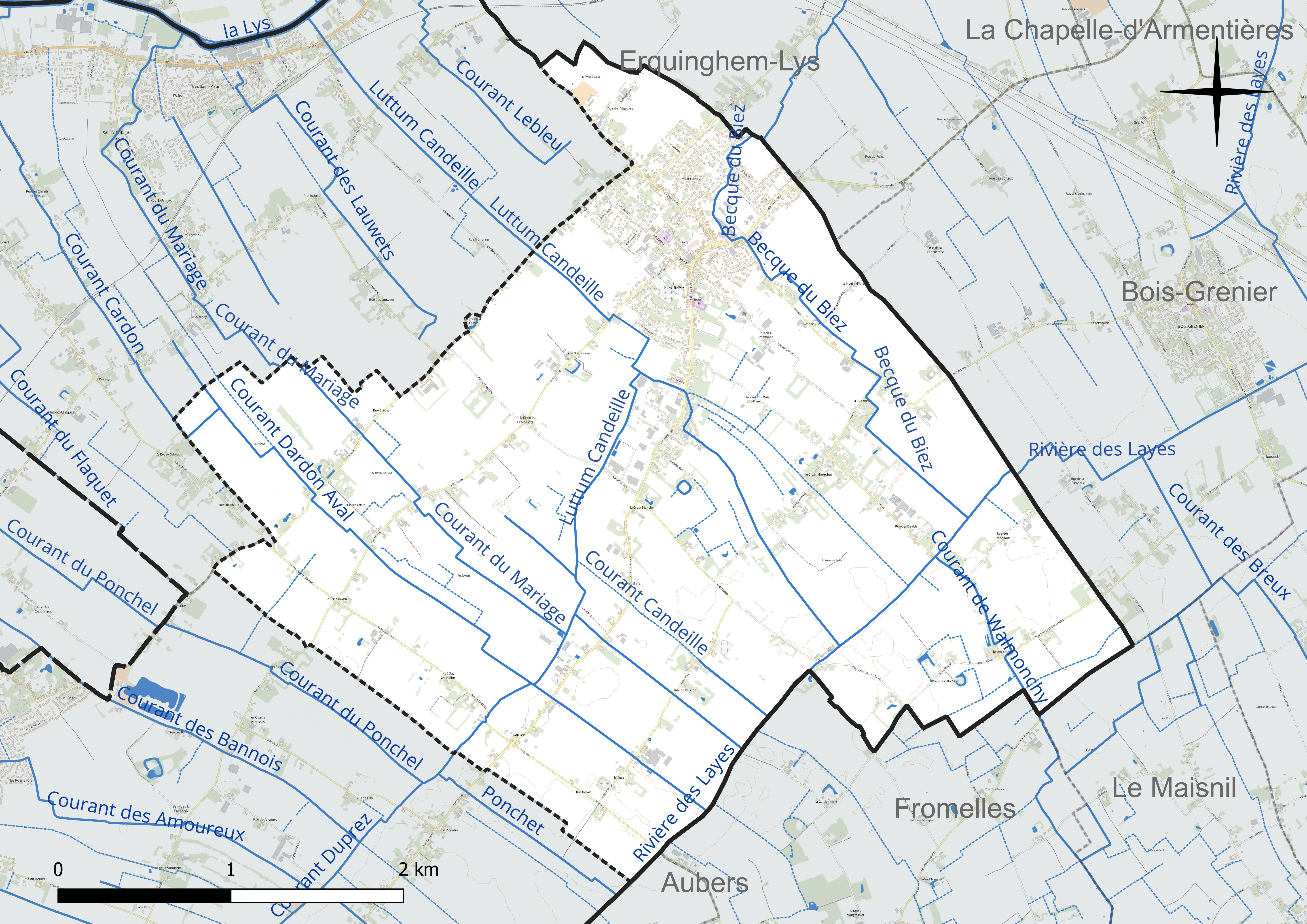
Réseau hydrographique de Fleurbaix.

### Climat
Pour des articles plus généraux, voir Climat des Hauts-de-France et Climat du Pas-de-Calais.
En 2010, le climat de la commune est de type climat océanique dégradé des plaines du Centre et du Nord, selon une étude du CNRS s'appuyant sur une série de données couvrant la période 1971-2000. En 2020, Météo-France publie une typologie des climats de la France métropolitaine dans laquelle la commune est exposée à un climat océanique et est dans une zone de transition entre les régions climatiques « Nord-est du bassin Parisien » et « Côtes de la Manche orientale ».
Pour la période 1971-2000, la température annuelle moyenne est de 10,6 °C, avec une amplitude thermique annuelle de 13,9 °C. Le cumul annuel moyen de précipitations est de 705 mm, avec 11,9 jours de précipitations en janvier et 8,7 jours en juillet. Pour la période 1991-2020, la température moyenne annuelle observée sur la station météorologique la plus proche, située sur la commune de Lesquin à 21 km à vol d'oiseau, est de 11,3 °C et le cumul annuel moyen de précipitations est de 740,0 mm,. Pour l'avenir, les paramètres climatiques de la commune estimés pour 2050 selon différents scénarios d'émission de gaz à effet de serre sont consultables sur un site dédié publié par Météo-France en novembre 2022.

### Milieux naturels et biodiversité
L’Inventaire national du patrimoine naturel (INPN) recense plusieurs espèces faunistiques et floristiques sur le territoire de la commune dont certaines sont protégées et d’autres menacées et quasi-menacées.

## Urbanisme

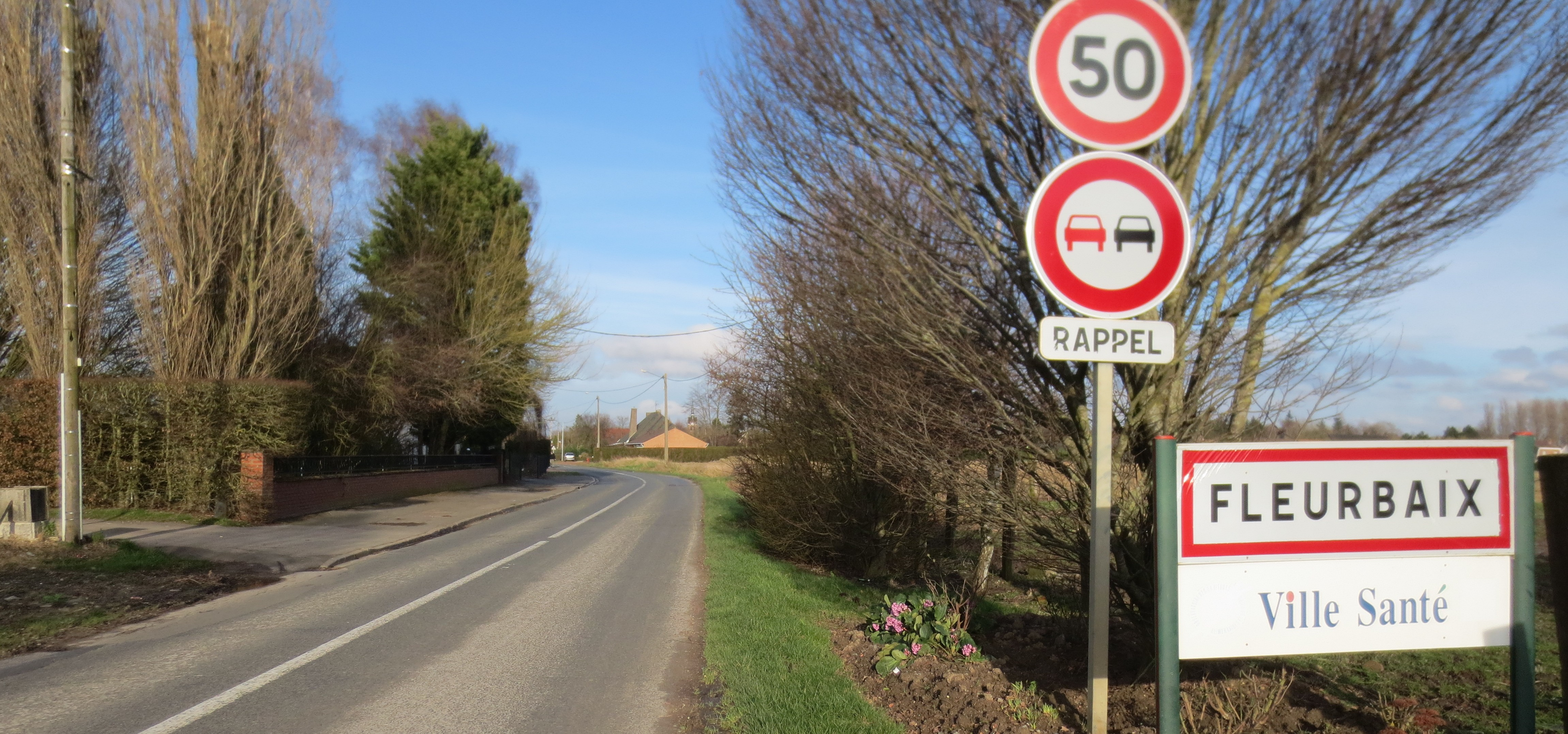
Une entrée de la commune.

### Typologie
Au 1er janvier 2024, Fleurbaix est catégorisée ceinture urbaine, selon la nouvelle grille communale de densité à sept niveaux définie par l'Insee en 2022.
Elle appartient à l'unité urbaine de Béthune, une agglomération inter-départementale regroupant 94  communes, dont elle est une commune de la banlieue,,. Par ailleurs la commune fait partie de l'aire d'attraction de Lille (partie française), dont elle est une commune de la couronne,. Cette aire, qui regroupe 201 communes, est catégorisée dans les aires de 700 000 habitants ou plus (hors Paris),.

### Occupation des sols
L'occupation des sols de la commune, telle qu'elle ressort de la base de données européenne d’occupation biophysique des sols Corine Land Cover (CLC), est marquée par l'importance des territoires agricoles (91,3 % en 2018), en diminution par rapport à 1990 (94 %). La répartition détaillée en 2018 est la suivante : 
terres arables (91,3 %), zones urbanisées (8,7 %). L'évolution de l’occupation des sols de la commune et de ses infrastructures peut être observée sur les différentes représentations cartographiques du territoire : la carte de Cassini (XVIIIe siècle), la carte d'état-major (1820-1866) et les cartes ou photos aériennes de l'IGN pour la période actuelle (1950 à aujourd'hui).

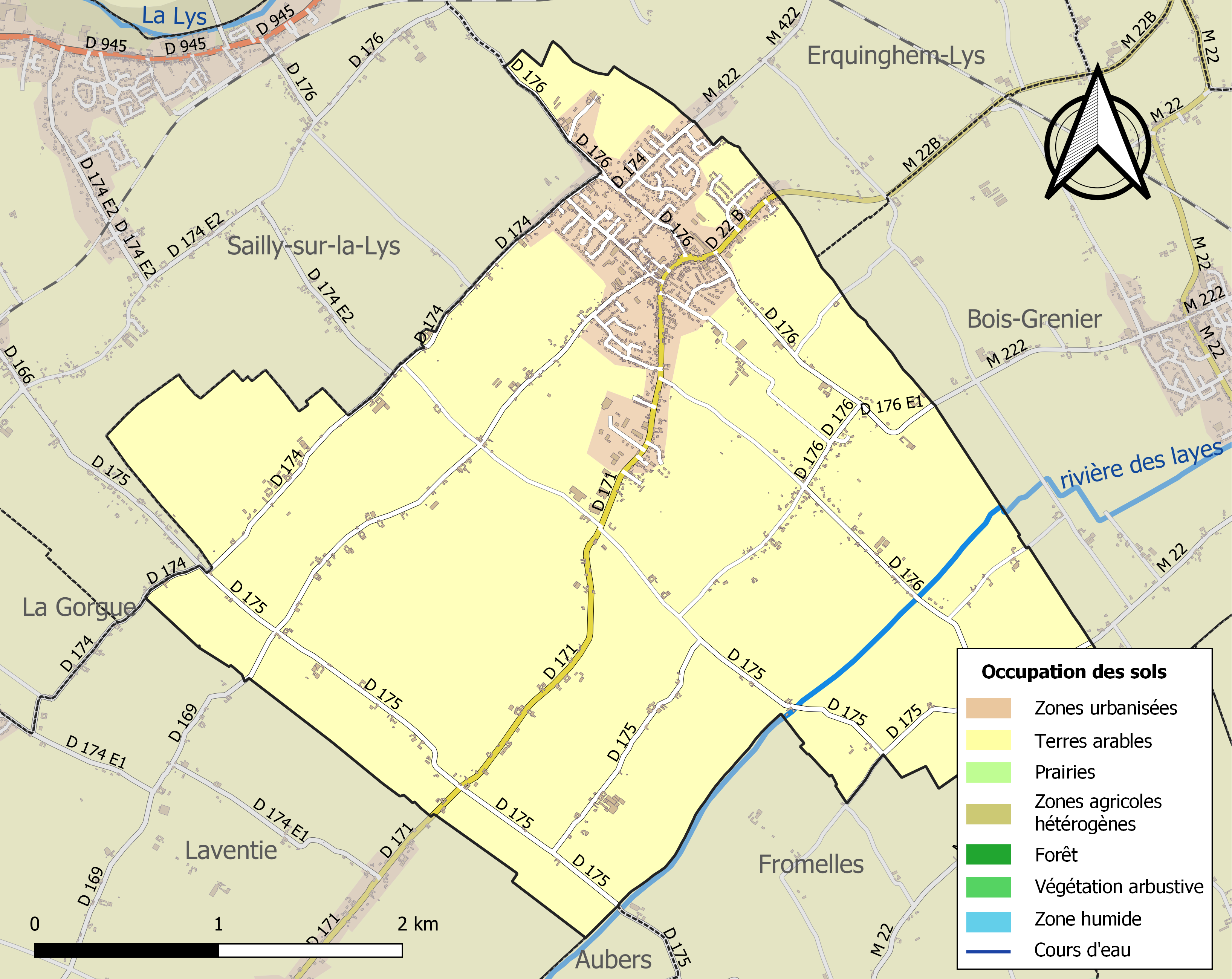
Carte des infrastructures et de l'occupation des sols de la commune en 2018 (CLC).

### Voies de communication et transports

#### Voies de communication
La commune est desservie par les routes départementales D 22 B, D 171 et D 174 et est située à 6 km, à l'ouest, de la sortie no 8 de l'autoroute A 25, aussi appelée autoroute des Anglais, reliant Calais à Troyes.

#### Transport ferroviaire
La commune se trouve à 6 km, au sud-ouest, de la gare d'Armentières, située sur la ligne de Lille aux Fontinettes, desservie par des trains TER Hauts-de-France.

## Toponymie

### Attestations anciennes
Le nom de la localité est attesté sous les formes Florbais en 1024 ; Florebais et Florbaes en 1098 ; Florbaiz en 1136 ; Flobays en 1170 ; Fleurbaix au XIIe siècle ; Florbay en 1362 ; Florebaie au XIVe siècle ; Floribasium en 1426 ; Fleurebais en 1430 ; Flobois en 1600 ; Fleurbay en 1612 ; Fleurbaix depuis 1793 et 1801.
La commune se nomme Vloerbeek en flamand.

### Étymologie
Le nom provient du germanique flora (sol plat) et *baki- « ruisseau » ou du vieux néerlandais fluorbeki, de fluor (sol, plat pays) et beki, équivalent du flamand beke / beek (ruisseau).

## Histoire
Fleurbaix a fait partie d'une région appartenant à l'origine aux 17 provinces des Pays-Bas espagnols, dite pays de l'Alleu, regroupant quatre communes : La Ventie (Laventie), Sailly (Sailly-sur-la-Lys) et La Gorgue, outre Fleurbaix.
C'est une région huguenote  d'où partirent des habitants pour s'installer aux Amériques, en Afrique du Sud, en Allemagne, en Hollande, en Angleterre. Le pays de Lalloeu était rattaché au comté de Flandre et au pays d'Artois,.
Elle a été touchée par de nombreuses guerres et invasions.
Fleurbaix a un lieu-dit ou hameau dit La Boutillerie qui est, avant la Révolution française, le siège d'une seigneurie. Le dernier titulaire est Jacques Joseph Fidèle Lippens, écuyer, seigneur de la Boutillerie en 1786. Il est le fils de Jacques Joseph, bourgeois de Lille, garde du corps du roi, et de Marie Catherine Delforge. Il naît à Haubourdin en 1760, devient bourgeois de Lille le 26 septembre 1789, puis officier de la milice de la ville. Pendant la Révolution française, il se réfugie à Bas-Warneton du 29 juin 1798 (11 messidor de l'an VI) au 14 novembre 1798 (24 brumaire de l'an VII), puis gagne Paris. Ileépousé Hyacinthe Julie Joseph Brasme, fille de Jean Pierre Joseph et de Catherine Joseph Rose, née à Haisnes en 1770.

### Première Guerre mondiale
Pendant la Première Guerre mondiale, la commune est — comme celle de Laventie et beaucoup d'autres dans cette région — particulièrement marquée par les violents combats du front-Ouest. Le village est longtemps resté aux mains des Britanniques avant de tomber aux mains des soldats allemands (qui le 9 avril 1918 en ont repoussé le 12e Suffolks) avant d'être libéré en septembre 1918.
Les séquelles de quatre ans de guerre ont nécessité, après l'Armistice, un long travail de déminage puis de reconstruction.
Le déminage se fait sous l'autorité des Anglais à partir de 1919 alors que les habitants commencent à rentrer dans le village dévasté, et qu'une pandémie de grippe espagnole fait de nombreux morts dans le monde (plus de morts que quatre ans de guerre). La commune est classée en zone rouge, ce qui signifie que l'agriculture y est interdite avant récupération des obus et des cadavres éparpillés aux alentours. La restauration des sols agricoles dans les années 1920 est l'occasion d'un premier recul des herbages et des zones humides au profit d'une simplification des paysages.
La commune est décorée de la croix de guerre 1914-1918 par décret du 25 septembre 1920, distinction également attribuée à 276 autres communes du Pas-de-Calais.

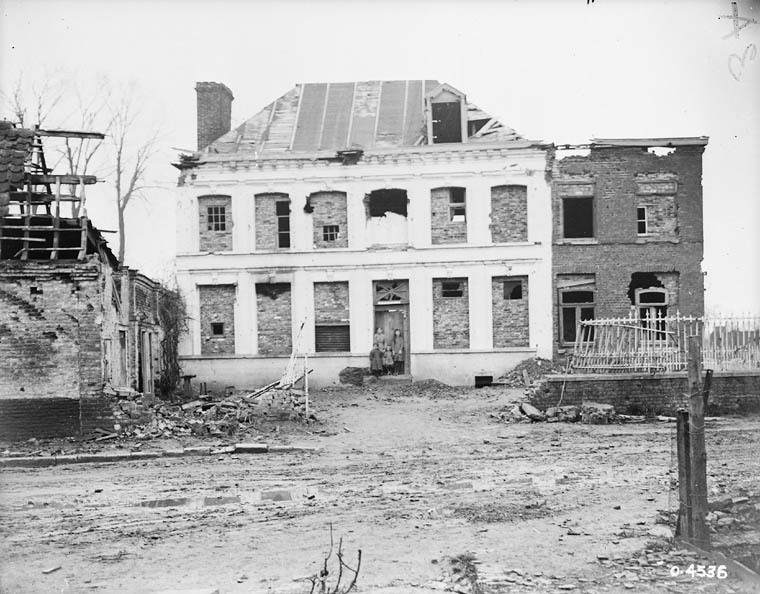
Le quartier général de la 2e brigade canadienne à Fleurbaix, photographié en mai 1919.

## Politique et administration

### Découpage territorial
La commune se trouve dans l'arrondissement de Béthune du département du Pas-de-Calais, depuis 1801.

#### Commune et intercommunalités
La commune est membre de la communauté de communes Flandre Lys qui regroupe 8 communes (quatre dans le Nord et quatre dans le Pas-de-Calais) et totalise 39 935 habitants en 2021.

#### Circonscriptions administratives
La commune est rattachée au canton de Beuvry. Avant le redécoupage cantonal de 2014, elle était, depuis 1801, rattachée au canton de Laventie.

#### Circonscriptions électorales
Pour l'élection des députés, la commune fait partie de la neuvième circonscription du Pas-de-Calais.

### Élections municipales et communautaires

#### Liste des maires
| Période                                  | Période                     | Identité         | Étiquette    | Qualité                                                            |
| ---------------------------------------- | --------------------------- | ---------------- | ------------ | ------------------------------------------------------------------ |
| Les données manquantes sont à compléter. |                             |                  |              |                                                                    |
| mai 1945                                 |                             | Émile Gombert    |              | Cultivateur                                                        |
| 1965                                     | mars 1971                   | Bernard Gombert  |              | Comptable                                                          |
| mars 1971                                | décembre 1974               | Maurice Huchette |              | Commerçant Mort en fonction                                        |
| 1975                                     | mars 2001                   | Louis Courdent,  |              | Entrepreneur de travaux publics, maire honoraire                   |
| mars 2001                                | mars 2008                   | Brigitte Bout    | DVD puis UMP | Ingénieure Sénatrice du Pas-de-Calais (2004 → 2011)                |
| mars 2008                                | mars 2014                   | Michel Dupont    | DVD          | Enseignant                                                         |
| mars 2014,                               | mai 2020                    | Joseph Catteau   | DVD          | Expert-comptable Vice-président de la CC Flandre Lys (2014 → 2020) |
| juillet 2020                             | En cours (au 1er mars 2022) | Aimé Delabre     |              | Cadre d'entreprise,                                                |

### Jumelages
| Ville | Ville   | Pays | Pays    | Période     |
| ----- | ------- | ---- | ------- | ----------- |
|       | Brenna, |      | Pologne | depuis 2008 |

## Équipements et services publics

### Espaces publics
La commune est labellisée « 2 fleurs » au concours des villes et villages fleuris.

### Enseignement
La commune est située dans l'académie de Lille et dépend, pour les vacances scolaires, de la zone B.
Elle administre l'école primaire « Franche Terre ».
Sur le territoire de la commune se trouve également un établissement privé : l'école primaire Sacré-Cœur gérée par l'organisme de gestion de l'enseignement catholique (OGEC)

### Justice, sécurité, secours et défense
La commune dépend du tribunal judiciaire de Béthune, du conseil de prud'hommes de Béthune, de la cour d'appel de Douai, du tribunal de commerce d'Arras, du tribunal administratif de Lille, de la cour administrative d'appel de Douai, du pôle nationalité du tribunal judiciaire de Béthune et du tribunal pour enfants de Béthune.

## Population et société

### Démographie
Les habitants de la commune sont appelés les Fleurbaisiens.

#### Évolution démographique
L'évolution du nombre d'habitants est connue à travers les recensements de la population effectués dans la commune depuis 1793. Pour les communes de moins de 10 000 habitants, une enquête de recensement portant sur toute la population est réalisée tous les cinq ans, les populations de référence des années intermédiaires étant quant à elles estimées par interpolation ou extrapolation. Pour la commune, le premier recensement exhaustif entrant dans le cadre du nouveau dispositif a été réalisé en 2006.

En 2022, la commune comptait 2 944 habitants, en évolution de +9,65 % par rapport à 2016 (Pas-de-Calais : −0,72 %, France hors Mayotte : +2,11 %).
| 1793  | 1800  | 1806  | 1821  | 1831  | 1836  | 1841  | 1846  | 1851  |
| ----- | ----- | ----- | ----- | ----- | ----- | ----- | ----- | ----- |
| 3 021 | 2 896 | 2 938 | 2 915 | 3 172 | 3 140 | 3 041 | 3 056 | 2 963 |

| 1856  | 1861  | 1866  | 1872  | 1876  | 1881  | 1886  | 1891  | 1896  |
| ----- | ----- | ----- | ----- | ----- | ----- | ----- | ----- | ----- |
| 2 893 | 3 056 | 3 002 | 2 795 | 2 779 | 2 656 | 2 554 | 2 525 | 2 409 |

| 1901  | 1906  | 1911  | 1921  | 1926  | 1931  | 1936  | 1946  | 1954  |
| ----- | ----- | ----- | ----- | ----- | ----- | ----- | ----- | ----- |
| 2 314 | 2 305 | 2 261 | 1 250 | 1 317 | 1 460 | 1 481 | 1 490 | 1 474 |

| 1962  | 1968  | 1975  | 1982  | 1990  | 1999  | 2006  | 2011  | 2016  |
| ----- | ----- | ----- | ----- | ----- | ----- | ----- | ----- | ----- |
| 1 437 | 1 457 | 1 647 | 1 993 | 2 221 | 2 480 | 2 674 | 2 635 | 2 685 |

| 2021  | 2022  | - | - | - | - | - | - | - |
| ----- | ----- | - | - | - | - | - | - | - |
| 2 862 | 2 944 | - | - | - | - | - | - | - |

#### Pyramide des âges
En 2018, le taux de personnes d'un âge inférieur à 30 ans s'élève à 31,7 %, soit en dessous de la moyenne départementale (36,7 %). À l'inverse, le taux de personnes d'âge supérieur à 60 ans est de 29,3 % la même année, alors qu'il est de 24,9 % au niveau départemental.
En 2018, la commune comptait 1 343 hommes pour 1 376 femmes, soit un taux de 50,61 % de femmes, légèrement inférieur au taux départemental (51,5 %).
Les pyramides des âges de la commune et du département s'établissent comme suit.
| Hommes | Classe d’âge | Femmes |
| ------ | ------------ | ------ |
| 0,3    | 90 ou +      | 1,0    |
| 7,7    | 75-89 ans    | 9,5    |
| 20,2   | 60-74 ans    | 19,7   |
| 23,3   | 45-59 ans    | 24,6   |
| 15,0   | 30-44 ans    | 15,1   |
| 16,2   | 15-29 ans    | 14,0   |
| 17,3   | 0-14 ans     | 16,0   |

| Hommes | Classe d’âge | Femmes |
| ------ | ------------ | ------ |
| 0,5    | 90 ou +      | 1,6    |
| 5,6    | 75-89 ans    | 8,9    |
| 16,7   | 60-74 ans    | 18,1   |
| 20,2   | 45-59 ans    | 19,2   |
| 18,9   | 30-44 ans    | 18,1   |
| 18,2   | 15-29 ans    | 16,2   |
| 19,9   | 0-14 ans     | 17,9   |

### Sports et loisirs
Sur la commune se trouve le stade Maurice-Huchette, une salle des sports (depuis 1991), un club et un terrain de bicross, trois courts de tennis publics et club de football l'US Fleurbaix.
La commune accueille, en mars, depuis les années 1980, l'épreuve de course à pied « Fleurbaix j'y cours », avec 3 000 participants pour le dix kilomètres, et, depuis la 37e édition de 2023, une course de trail, une marche nordique et un parcours pour les enfants.

## Économie

### Revenus de la population et fiscalité
En 2021, la commune compte 1 207 ménages fiscaux, regroupant 3 018 personnes.
Le revenu fiscal médian par ménage de la commune est de 30 270 €, supérieur à celui du département du Pas-de-Calais (20 720 €) et supérieur à celui de la France métropolitaine (23 080 €). La commune compte 1 207 ménages fiscaux, regroupant 3 018 personnes,,.

## Culture locale et patrimoine

### Lieux et monuments
- L'église Notre-Dame-du-Joyel, construite en 1929. Elle est l'œuvre de l'architecte Louis Marie Cordonnier. Elle héberge douze éléments patrimoniaux, répertoriés dans la base Palissy, classés ou inscrits au titre d'objet des monuments historiques, dont un est classé[52].
- La chartreuse Notre-Dame-des-Sept-Douleurs de la Boutillerie, fondée par Jean Le Vasseur, mort le 16 avril 1644 à Fleurbaix[53],[54].

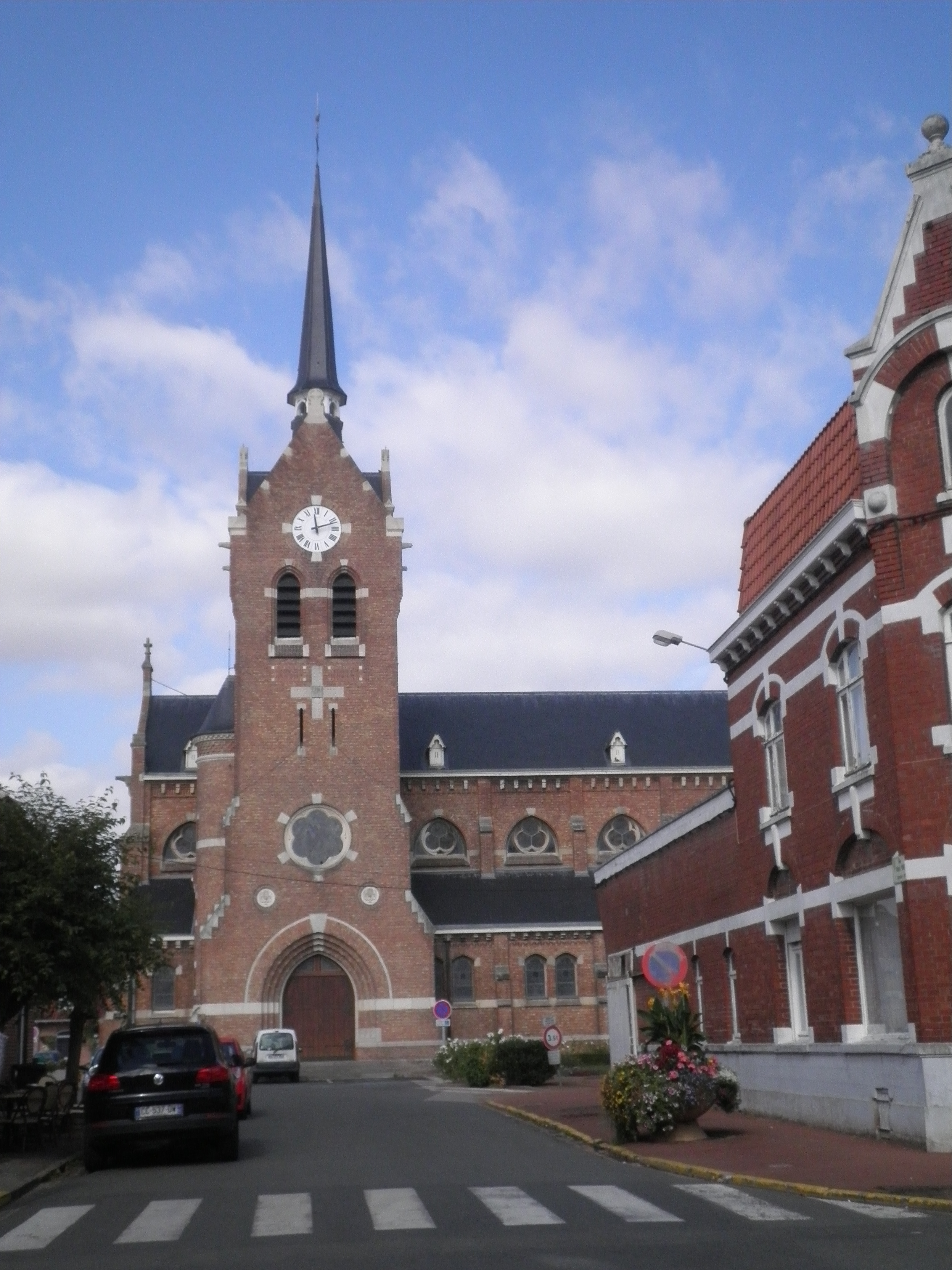
L'église Notre-Dame-du-Joyel.
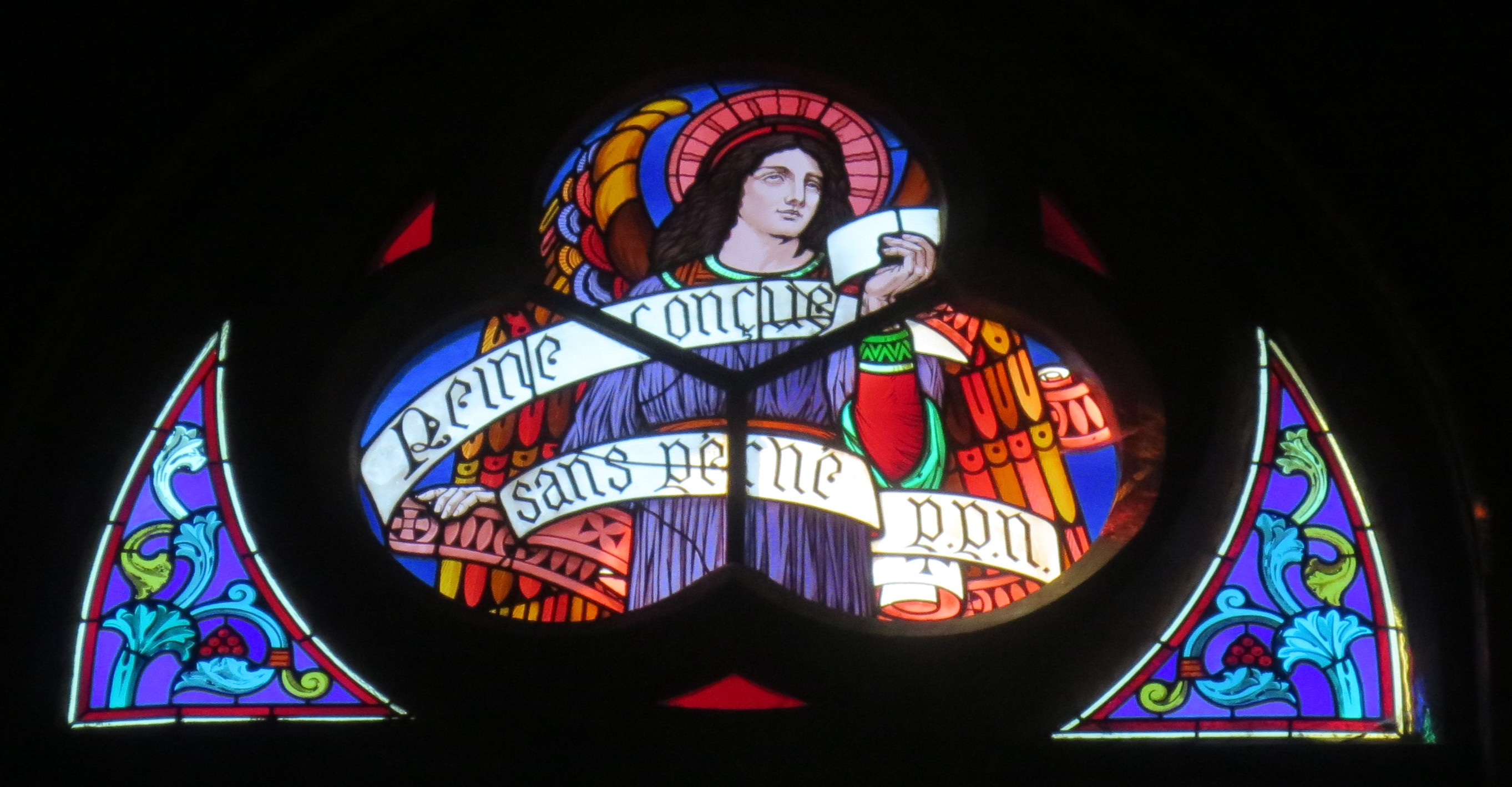
Les vitraux.
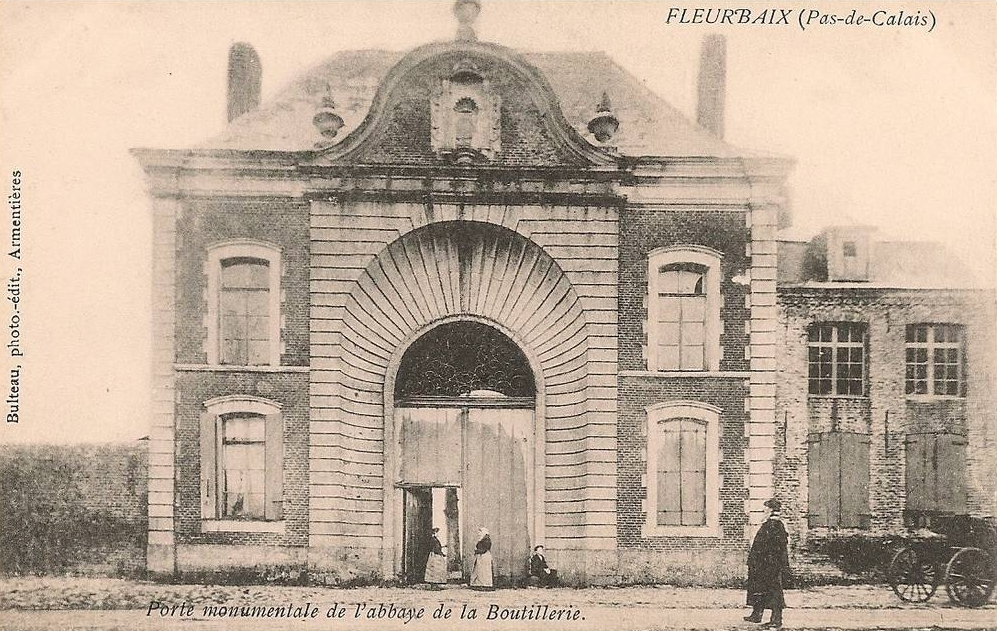
La chartreuse de la Boutillerie.

- Le monument aux morts[55].
- lieux de mémoire de la Première Guerre mondiale : 
  - le cimetière militaire de la rue David (rue David Military Cemetery) qui abrite environ 900 corps (Britanniques et Australiens essentiellement).  Il est situé rue David, au lieu-dit le Petit Pont. Ce cimetière a été créé par le 2e  Royal Scots Fusiliers en décembre 1914 et fermé en décembre 1917. On y a ensuite ramené les restes de soldats venant de petits cimetières des environs, par exemple tués dans les batailles d'Aubers ou de Fromelles, dont ceux du 1st Middlesex  d'octobre 1914, et ceux des 5e Australian et 61e (South Midland)  divisions de juillet 1916) ;
  - le cimetière de la rue du Bois. Rue du Bois (Military Cemetery) qui abrite 832 corps, créé en novembre 1914 et fermé en décembre 1916 pour être rouvert en janvier et octobre 1918. On y a ramené après la guerre les restes d'autres cimetières militaires des environs ;
  - le cimetière de la rue Pétillon (Rue Pétillon Military Cemetery), créé en décembre 1914 et fermé en septembre 1918, qui abrite 1 486 corps, à environ trois kilomètres au sud de la commune, au sud de la route Petillon - La Boutillerie[56] ;
  - Le Trou Aid Post Cemetery, qui abrite 351 corps, rue Pétillon, au lieu-dit le Trou. Il a été créé en octobre 1914 et utilisé jusqu'en juillet 1915. On y a compté 123 tombes à la fin de la guerre, mais on y a ensuite ramené les restes de soldats retrouvés aux alentours. Les dépouilles d'environ 350 personnes y reposent aujourd'hui, essentiellement des dépouilles de soldats tués lors des batailles du Maisnil (21 octobre 1914), du pont d'Aubers (9 mai 1915), de Loos (25 septembre 1915) et durant l'attaque de Fromelles (19-20 juillet 1916). En 2017, le cimetière est inscrit au titre des monuments historiques[57].

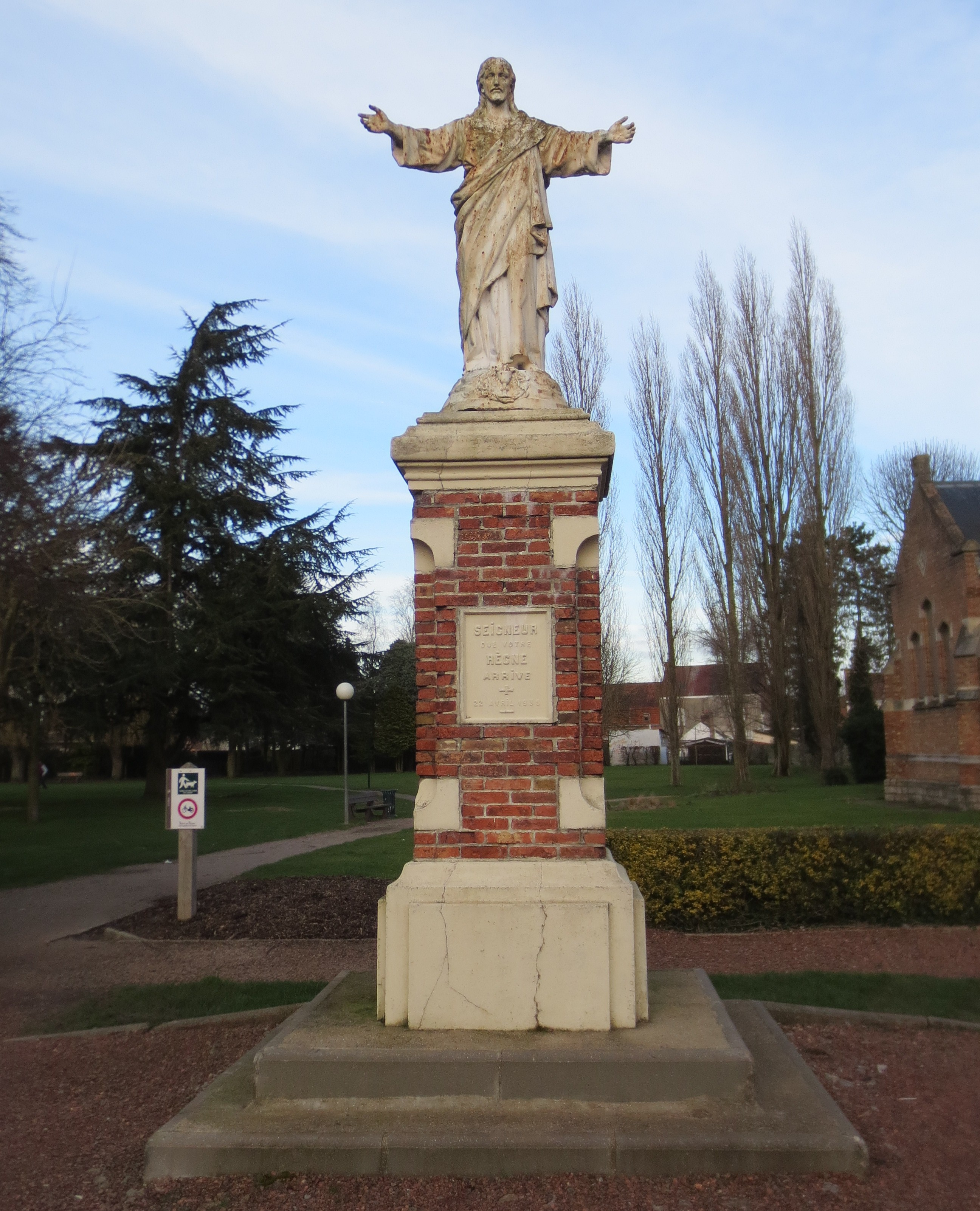
Le Christ.
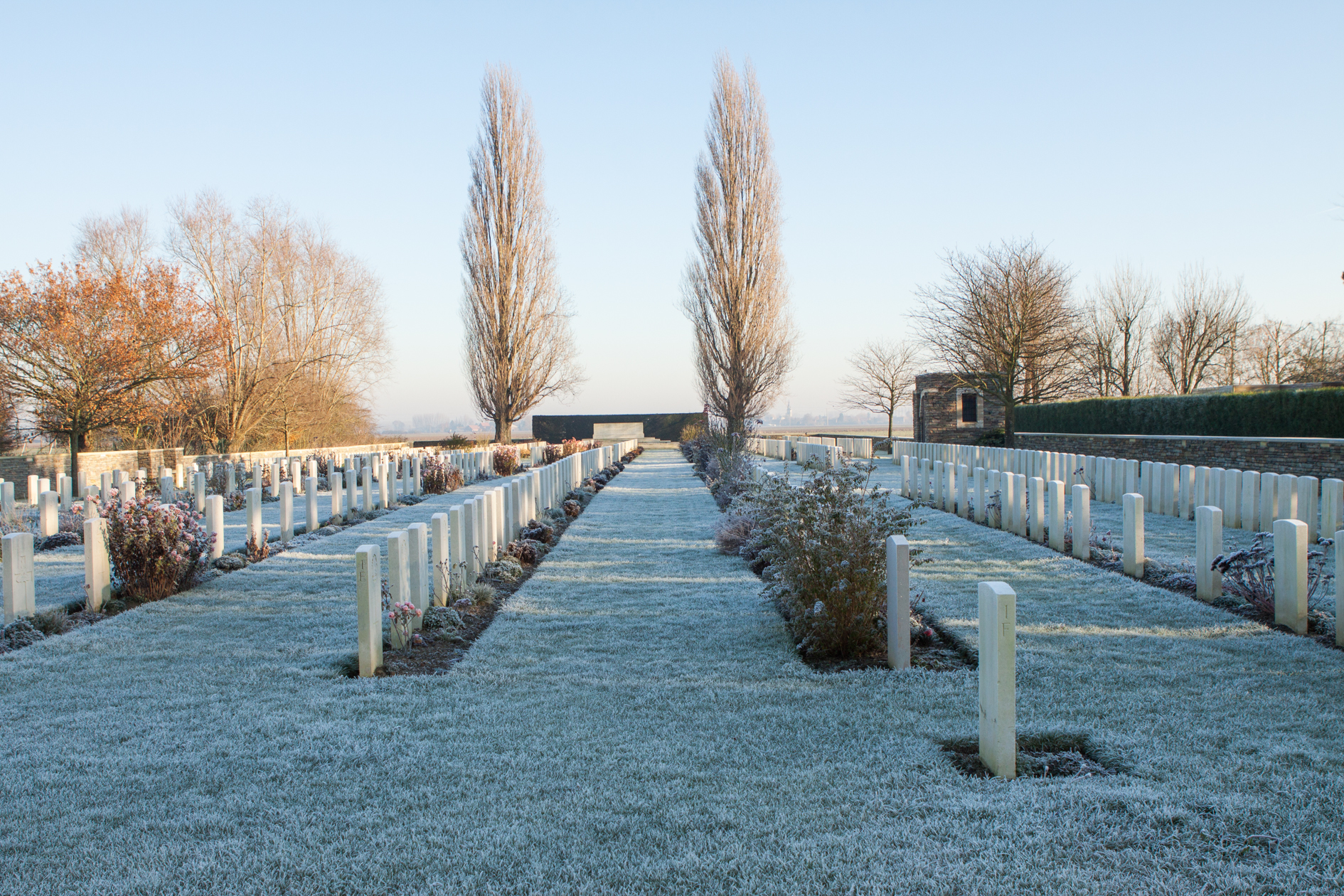
Le cimetière militaire de la rue David.
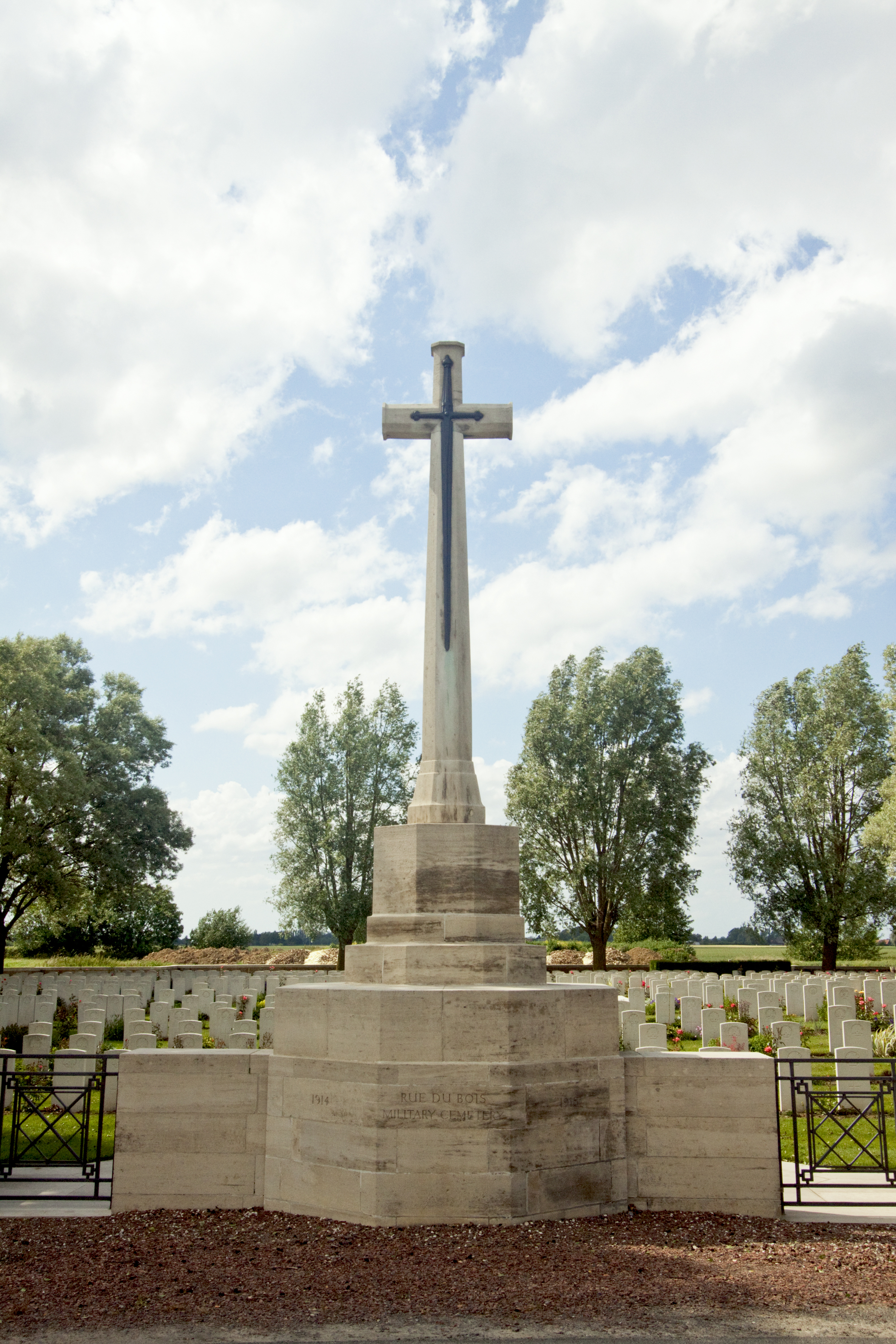
Le cimetière de la rue du Bois.
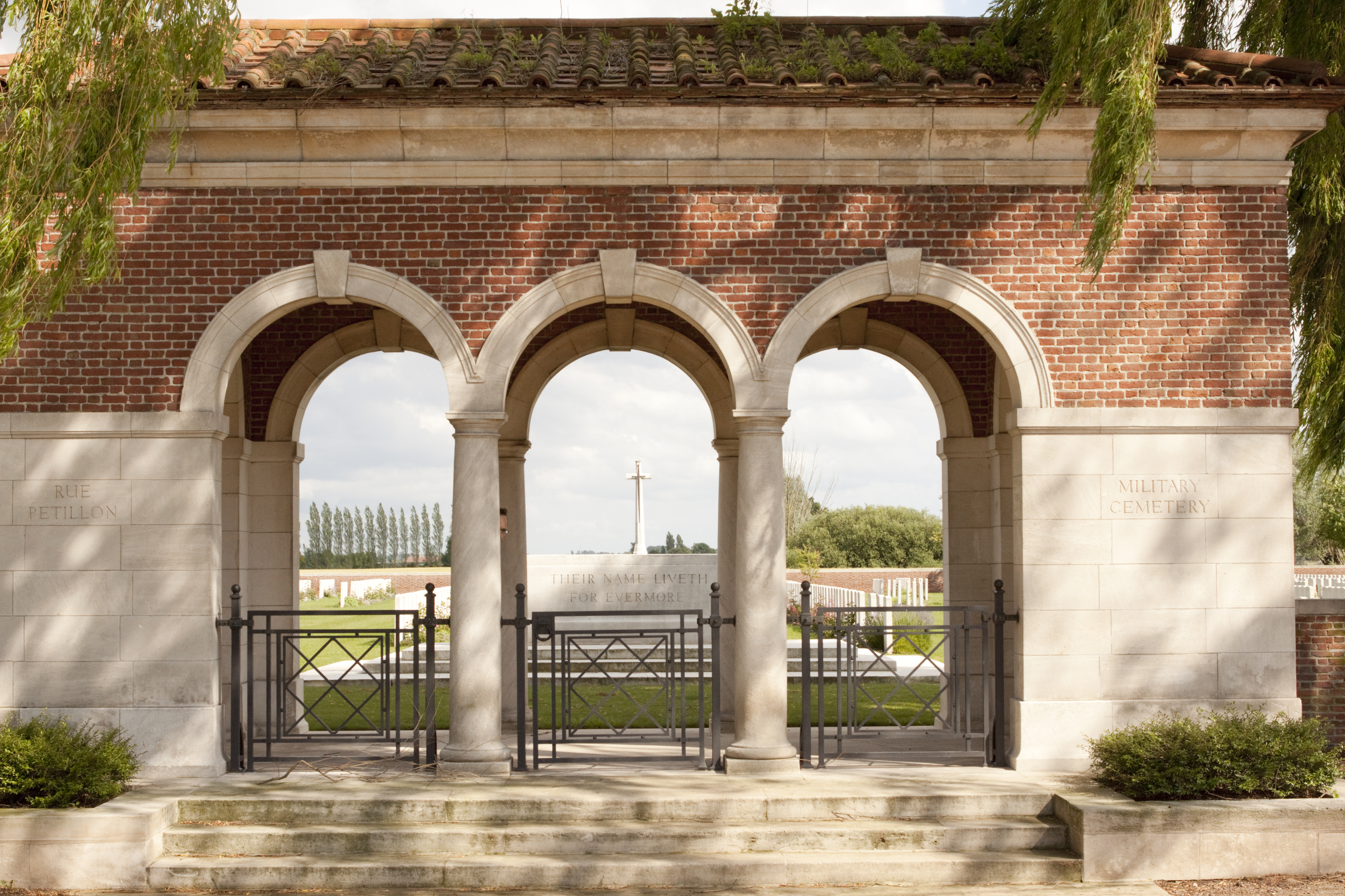
Le cimetière de la rue Pétillon.
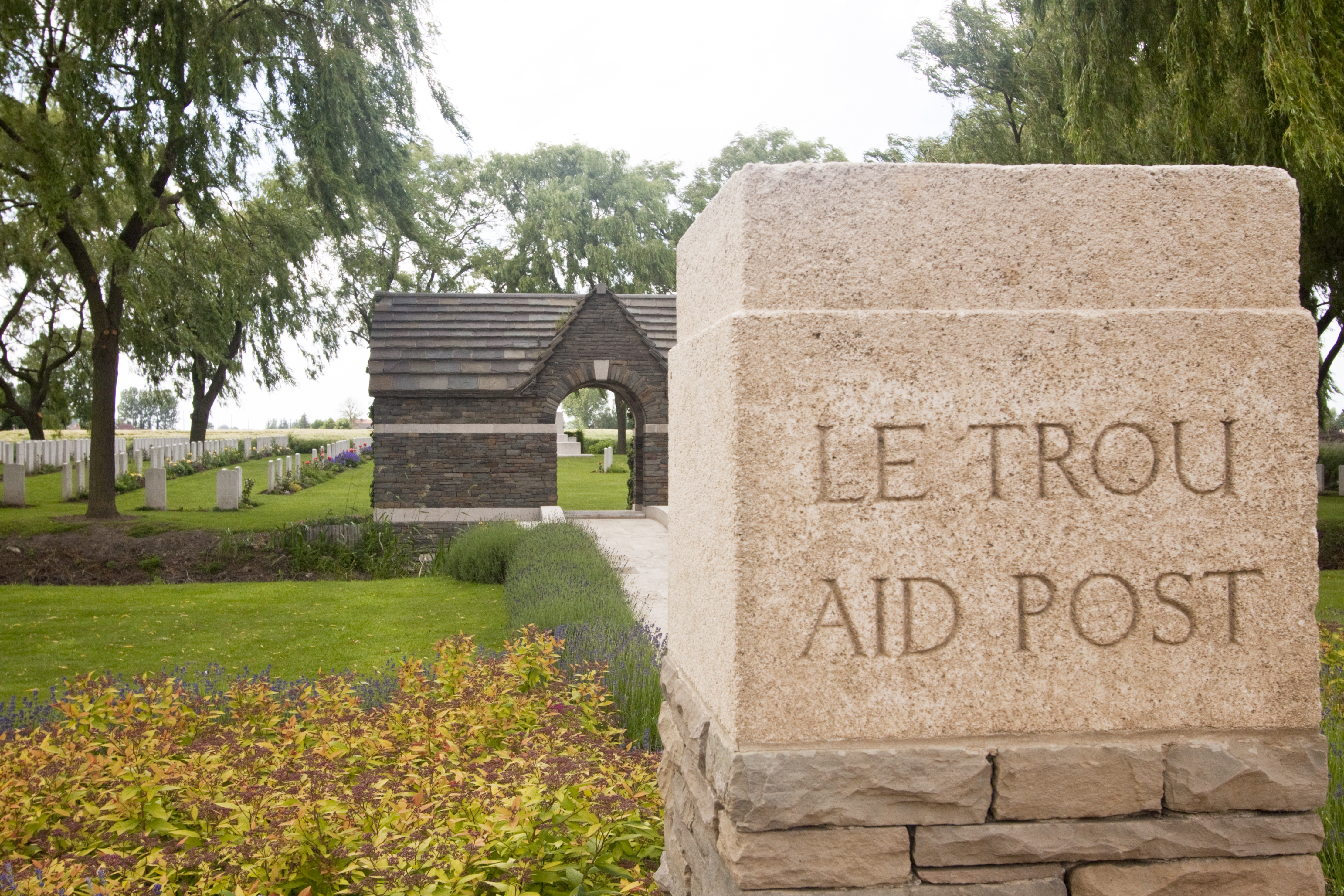
Le Trou Aid Post Cemetery.

### Héraldique
| Blason de Fleurbaix | Blason  | Écartelé : au 1er d'or à la croix ancrée de gueules, au 2e d'argent au cerisier de sinople sur un tertre du même et fruité de gueules, au 3e d'argent fretté de sable, au 4e d'azur à la bougie allumée d'argent enfilée dans une couronne du même joyel. Ornements extérieursCroix de guerre 1914-1918 |
| Blason de Fleurbaix | Détails | Adopté par la municipalité. |

## Pour approfondir

#### Bases de données, dictionnaires et encyclopédies
- Ressources relatives à la géographie :   - Insee (communes)
  - Ldh/EHESS/Cassini
- Ressource relative à plusieurs domaines :   - Annuaire du service public français
- Notices d'autorité :   - BnF (données)
  - IdRef